# نوردرشتاپل
نوردرشتاپل (به آلمانی: Norderstapel) یک شهر در آلمان است که در اشلسویگ-فلنسبورگ واقع شده‌است. نوردرشتاپل  ۸۲۵ نفر جمعیت دارد.